# Artikel (grammatik)

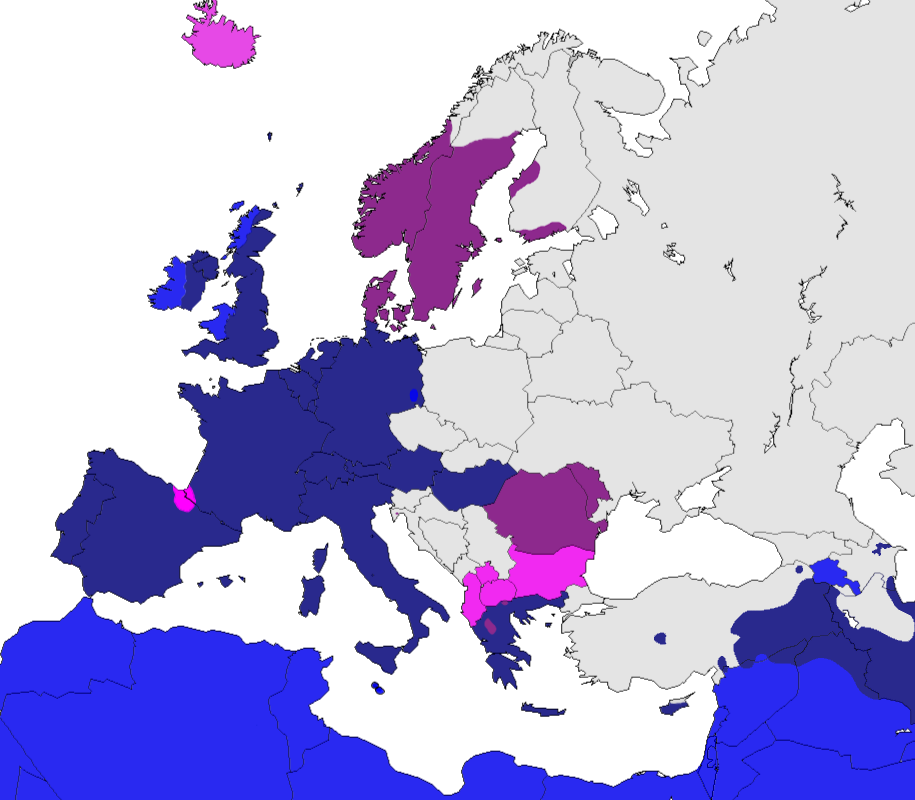
Grammatiska artiklar i europeiska språk (och arabiska)
bestämda och obestämda artiklar
endast bestämda artiklar
obestämda artiklar och bestämda artikel-ändelser
endast bestämda artikel-ändelser
inga artiklar

I grammatiken är en artikel ett formord, suffix eller prefix som anger substantivets bestämdhet till genus, numerus och kasus. Artiklar är antingen bestämda eller obestämda. Den bestämda artikeln i svenskan är "den", "det" eller "de" ("dom") beroende på kön och antal, den obestämda är "en" eller "ett". Konstgjorda språk som esperanto och interlingua har en avsiktligt förenklad grammatik, och har i enlighet med detta enbart en bestämd artikel ("la" respektive "le"). Esperanto har ingen obestämd artikel medan interlingua har en ("un").   
Artiklar  är en ordklass som i svenskan omfattar två olika sorters artiklar: direkt och indirekt artikel. Finskan saknar liksom övriga uraliska språk grammatiskt genus. Bestämd och obestämd form finns inte. I Europa är de germanska, och då i synnerhet de nordiska, språken mest invecklade vad gäller artiklarna. Färöiska har 25 former att hålla reda på. I svenska och norska uttrycks definithet genom både bestämd artikel och böjning. Exempelvis: Det vackra huset, Den lilla stolen. Detta kallas dubbel definithet och saknas i danska.

## Bestämd artikel
Bestämd artikel är en grammatisk artikel som anger att ett eller flera substantiv antas vara bekant/a.
Bestämd artikel används framför ett attribut som är ställt framför ett substantiv.  Exempelvis Det vackra huset. Om attribut saknas, utgör dock den/det ett pronomen istället, som exempelvis i meningen Det huset.
I svenska språket läggs en ändelse till substantivet för att uttrycka bestämd form. Dessa ändelser skiljer sig mellan singular och plural.
I singular får en-ord (se utrum, till exempel en måne, en tiger, en stol) ändelsen -en eller -n och för ett-ord (se neutrum, till exempel ett hus, ett tal) -et eller -t. I plural används ändelserna -na (stol-ar-na), -a (äpple-n-a) och -en (hörn-0-en). Na-suffixet placeras efter pluraländelserna -or, -ar, -er och -r samt efter ändelselösa pluraler med utrumgenus och slut på -are (lärar(e)-na), -ier (iranier-na) eller -iker (politiker-na). A-suffixet placeras efter pluraländelsen -n och en-suffixet efter ändelselösa pluraler med genus neutrum. 
Även adjektiv har bestämdhetsböjning i svenskan. De kongruensböjs med det substantiv som är nominalfrasens huvudord.
Bestämd artikel i olika språk:
- afrikaans: die
- arabiska: al-
- baskiska: -a
- bretonska: al, an, ar
- bulgariska: -ot, -ta, -to
- dalmål: -im, -imis, -in, -ini, -inis, -iñ, -iñer, -is, -iþ
- engelska: the
- esperanto: la
- estniska: bestämd artikel saknas
- finska: bestämd artikel saknas
- franska: l', la, le, les
- färöiska: hin, hina, hinar, hini, hinir, hinna, hinnar, hins, hinum, hitt, -in, -num, -ins, -nir, -nar, -nna, -an, -na, -nir, -nnar, -ni, -nar, -ið, -ins, -ini
- gaeliska[förtydliga]: a, am, an, an t-, na, na h-, nam, nan
- grekiska: o, e, to, oi, ta
- hebreiska: ha
- interlingua: le
- isländska: -in, -ina, -inn, -innar, -inni, -ins, -inu, -inum, -ið, -na, -nar, -nir, -nna, -num
- italienska: gli, i, il, l', la, le, lo
- japanska: bestämd artikel saknas
- katalanska: el, els, l', la, les
- kinesiska: bestämd artikel saknas
- kurdiska: ê, a
- kymriska: y, yr,  'r
- latin: bestämd artikel saknas
- lettiska: bestämd artikel saknas
- litauiska: bestämd artikel saknas
- lojban: le
- makedonska: -na, -ta, -va
- mongoliska: bestämd artikel saknas
- nederländska: de, het
- norska: de, den, det, -a, -en, -ene, -et, -ne
- nynorska: dei, den, det, -a, -en, -ene, -et, -ne
- persiska: -e
- polska: bestämd artikel saknas
- portugisiska: a, as, o, os
- quenya: i
- rumänska: -ul, -a
- ryska: bestämd artikel saknas
- sindarin: i, in
- spanska: el, la, las, los
- svenska: de (talspråklig variant: dom) den, det, -a, -en, -et, -men, -met, -n, -na, -nen, -t
- toki pona: bestämd artikel saknas
- turkiska: bestämd artikel saknas
- tyska: der, die, das, des, dem, den
- umemål: dȯm, dän, hä, 'n, a, -n, -ä, -a, -na, -a, -en, -jen
- ungerska: a, az
- walesiska: y, yr, -'r
- vietnamesiska: bestämd artikel saknas
- volapük: et
- älvdalska: ien, iett, įe…

## Obestämd artikel
Obestämd artikel är en grammatisk enhet som ofta kan ses som en variant av entalsräkneordet som talar om ifall personen/föremålet är känt sedan tidigare eller nytt i sammanhanget. I vissa språk förekommer obestämd artikel även i plural.
I svenskan sammanfaller obestämd artikel med räkneorden en/ett. I skrift måste skillnaden mellan obestämd artikel och räkneord bedömas utifrån sammanhanget medan det i talat språk finns den skillnaden att räkneorden betonas, medan obestämda artikeln är obetonad.
Obestämd artikel i olika språk:
- arabiska: obestämd artikel saknas
- bretonska: ul, un, ur
- dalmål: ein, eina, einnir, einu, einum, eiñ, eit
- danska: en, et
- engelska: a (om följande ord inleds med konsonantljud), an (om följande ord inleds med vokalljud)
- esperanto: obestämd artikel saknas
- finska: obestämd artikel saknas
- franska: un, une; des i plural
- färöiska: ein, eina, einar, einari, eini, einir, eins, einum, eitt, -ur
- gaeliska[förtydliga]: an
- grekiska: ένας, μια, ένα
- holländska: een
- interlingua: un
- isländska: obestämd artikel saknas
- italienska: un, un', una, uno
- japanska: obestämd artikel saknas
- katalanska: un, una, unes
- kinesiska: obestämd artikel saknas
- kymriska: obestämd artikel saknas
- latin: obestämd artikel saknas
- lettiska: obestämd artikel saknas
- litauiska: obestämd artikel saknas
- norska: ei, en, et
- persiska: yek
- polska: obestämd artikel saknas
- portugisiska: um , uns, uma, umas
- rumänska: o, un
- ryska: obestämd artikel saknas
- sindarin: obestämd artikel saknas
- spanska: un, unos, una,  unas
- svenska: en, ena (ovanlig), ett
- tyska: ein, eine, eines, einem, einen, einer
- ungerska: egy
- vietnamesiska: obestämd artikel saknas
- volapük: un
- walesiska: obestämd artikel saknas